# Смиховске надражи
«Сми́ховске на́дражи» (чеш. Smíchovské nádraží — Смиховский вокзал) — станция пражского метрополитена. Расположена на линии B между станциями «Радлицка» и «Андел».

## Характеристика станции
Была открыта 2 ноября 1985 года.
Находится под одноимённым железнодорожным вокзалом Прага-Смихов. 
Станция глубокая, находится в строительной яме, образованной подземными стенами, опирающимися на сваи. До открытия в 1988 году с южной стороны продолжения линии B была конечной станцией.
Станция — двухэтажная, монолитная железобетонная конструкция. Заложена на глубине 10 м под улицей Надражни. Длина с учетом стояночных путей составляет 405 м.
Платформы сделаны большими. В верхней части находится портик, на который ведет как лестница прямо с платформы, так и выходы на ул. Надражни (где можно пересесть на трамвай) и выходы к собственно вокзалу Прага-Смихов и к автобусной станции.
Как облицовку использовали структурированный бетон и бежевые керамические пластины.

## Путевое развитие
Южнее станции располагается шестистрелочный оборотный тупик.
Когда станция была конечной и составы на линию B выходили из депо «Качеров», на одном из оборотных путей проводились регулярные осмотры составов. За тупиками была построена т. н. «станция производственного обследования». Ныне это пространство используется в других целях.

## История
Строительство станции велось в 1977—1985 годах и потребовало закрытия всей ул. Надражни. По окончании строительных работ движение по улице было возобновлено. Расходы на строительство станции составили 478 млн чехословацких крон. 

### Наводнение 2002 года
В августе 2002 года станция была повреждена сильным наводнением; вода поднялась на несколько сантиметров над путями. В 2006 году на станции была сооружена платформа, позволяющая вход на станцию для маломобильных пассажиров.